# Mistrzostwa NCAA Division I w Zapasach w 1983
Mistrzostwa NCAA Division I w zapasach rozgrywane były w Oklahoma City w dniach 10–12 marca 1983 roku. Zawody odbyły się w McCasland Field House i Gallagher Hall, na terenie Uniwersytetu Stanu Oklahoma i Uniwersytetu Oklahomy.

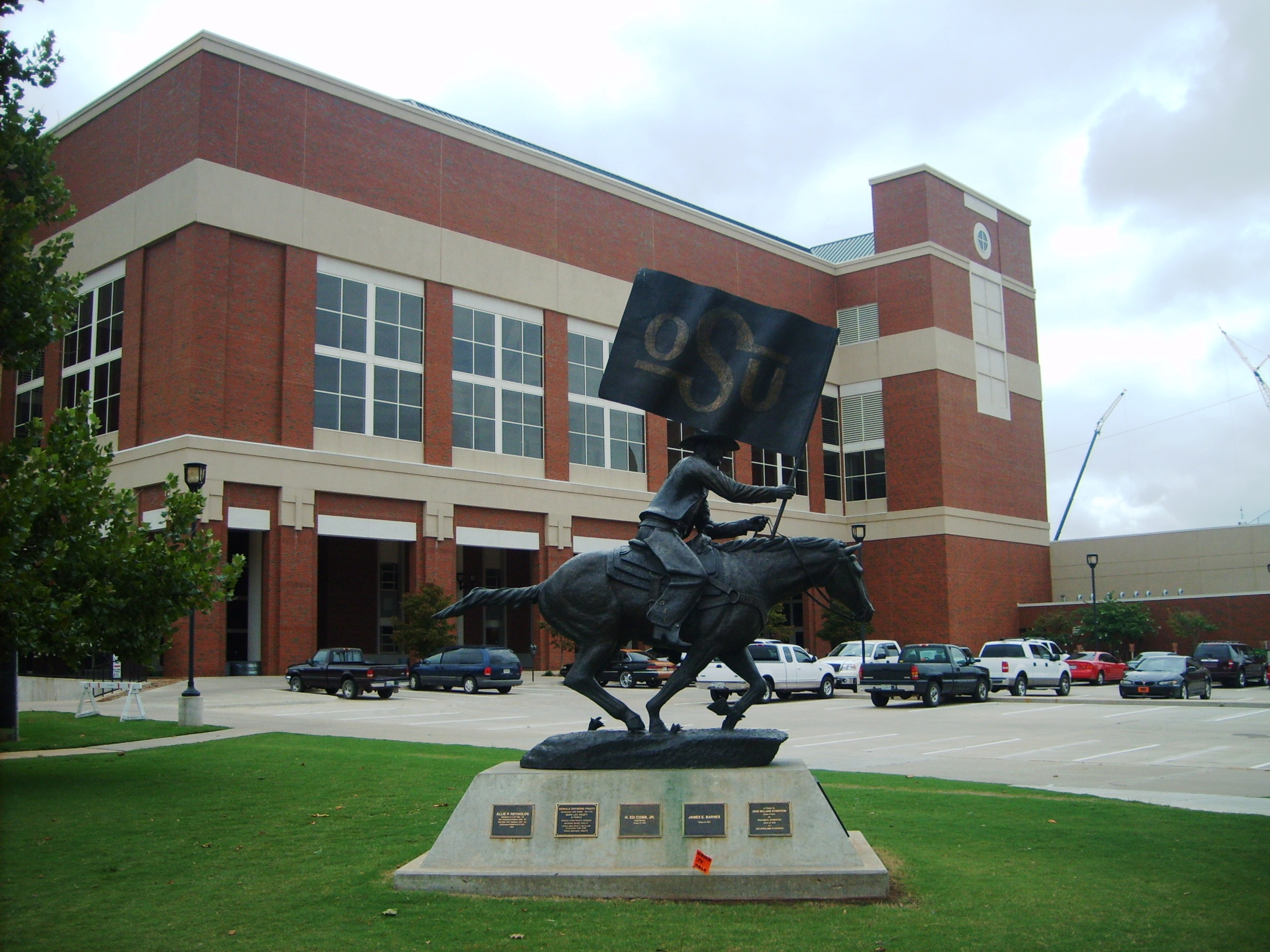
Gallagher Hall po przebudowie

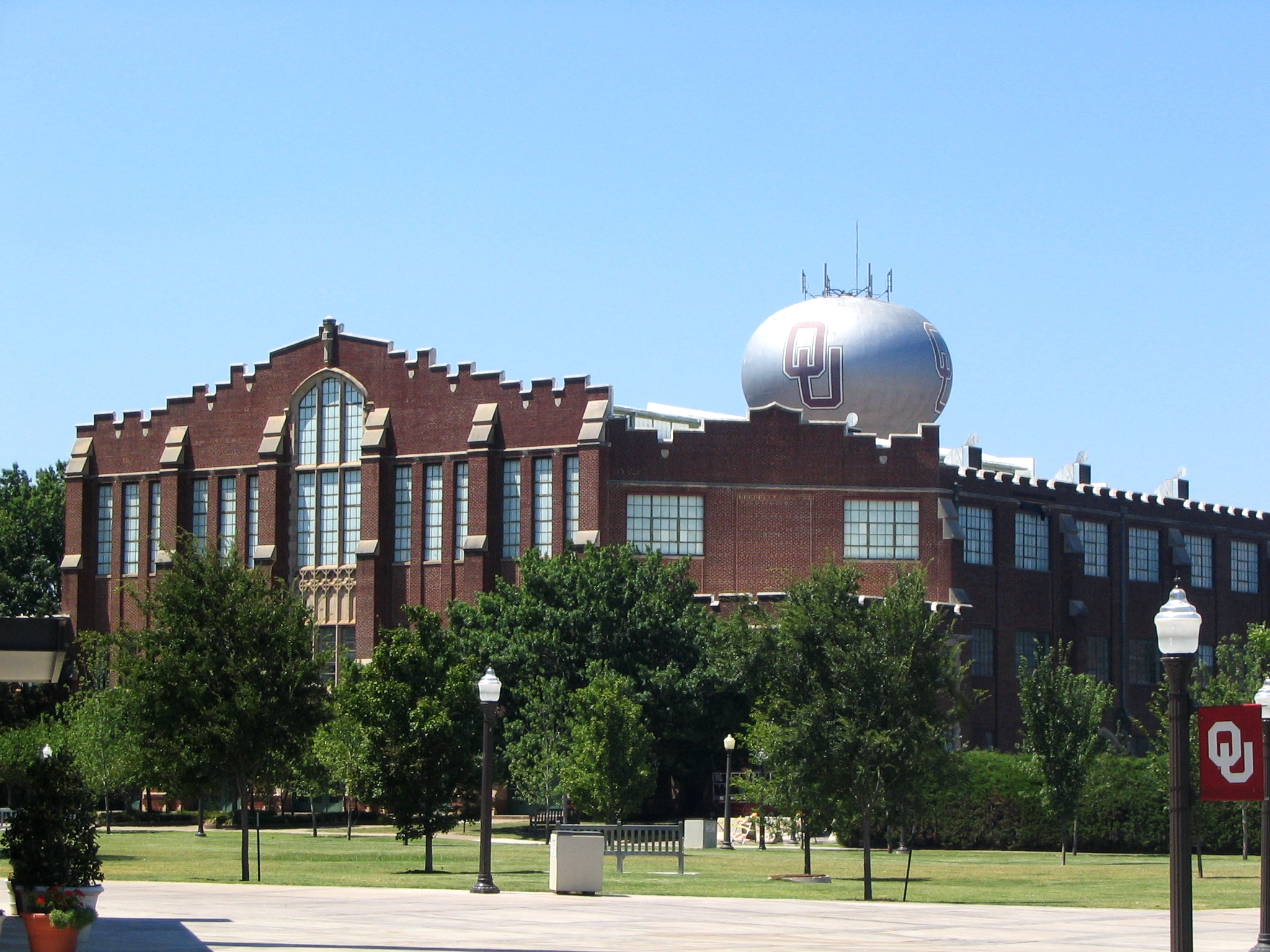
McCasland Field House

- Outstanding Wrestler – Mike Sheets

## Wyniki

### Drużynowo
| Kolejność | Szkoła                         | Zespół         |
| --------- | ------------------------------ | -------------- |
| 1.        | University of Iowa             | Hawkeyes       |
| 2.        | Oklahoma State University      | Cowboys        |
| 3.        | Iowa State University          | Cyclones       |
| 4.        | University of Oklahoma         | Sooners        |
| 5.        | Lehigh University              | Mountain Hawks |
| 6.        | University of Nebraska–Lincoln | Cornhuskers    |
| 7.        | Pennsylvania State University  | Nittany Lions  |
| 8.        | Louisiana State University     | Tigers         |

### All American

#### 118 lb
| Lp. | Zawodnik       | Szkoła                   |
| --- | -------------- | ------------------------ |
| 1.  | Adam Cuestas   | Cal State Bakersfield    |
| 2.  | Charlie Heard  | Tennessee at Chattanooga |
| 3.  | Bob Dickman    | Indiana State            |
| 4.  | John Thorn     | Iowa State               |
| 5.  | Tim Riley      | Iowa                     |
| 6.  | Tony Calderaio | Slippery Rock            |
| 7.  | Mike Erb       | Oregon                   |
| 8.  | Al Gutierrez   | California Poly-State    |

#### 126 lb
| Lp. | Zawodnik      | Szkoła           |
| --- | ------------- | ---------------- |
| 1.  | Barry Davis   | Iowa             |
| 2.  | Gary Bohay    | Arizona State    |
| 3.  | Randy Majors  | Northern Iowa    |
| 4.  | Scott Lynch   | Penn State       |
| 5.  | Kevin Darkus  | Iowa State       |
| 6.  | Frank Famiano | SUNY Brockport   |
| 7.  | Rich Santoro  | Lehigh           |
| 8.  | Don Stevens   | SIU Edwardsville |

#### 134 lb
| Lp. | Zawodnik      | Szkoła         |
| --- | ------------- | -------------- |
| 1.  | Clar Anderson | Oklahoma State |
| 2.  | Clint Burke   | Oklahoma       |
| 3.  | Pete Schuyler | Lehigh         |
| 4.  | Khris Whelan  | Missouri       |
| 5.  | Jeff Kerber   | Iowa           |
| 6.  | Rick Burton   | Ohio State     |
| 7.  | Bill Marino   | Penn State     |
| 8.  | Gary Scriven  | Weber State    |

#### 142 lb
| Lp. | Zawodnik       | Szkoła           |
| --- | -------------- | ---------------- |
| 1.  | Darryl Burley  | Lehigh           |
| 2.  | Al Freeman     | Nebraska–Lincoln |
| 3.  | Harlan Kistler | Iowa             |
| 4.  | Andy McNerney  | Harvard          |
| 5.  | Randy Conrad   | Iowa State       |
| 6.  | Leo Bailey     | Oklahoma State   |
| 7.  | Tony Surage    | Rutgers          |
| 8.  | John Giura     | Wisconsin        |

#### 150 lb
| Lp. | Zawodnik       | Szkoła                |
| --- | -------------- | --------------------- |
| 1.  | Nate Carr      | Iowa State            |
| 2.  | Kenny Monday   | Oklahoma State        |
| 3.  | Roger Frizzell | Oklahoma              |
| 4.  | Jim Heffernan  | Iowa                  |
| 5.  | Dave Holler    | Illinois State        |
| 6.  | Wes Gasner     | Wyoming               |
| 7.  | Pat O’Donnell  | California Poly-State |
| 8.  | Ron Winnie     | SUNY Brockport        |

#### 158 lb
| Lp. | Zawodnik        | Szkoła                |
| --- | --------------- | --------------------- |
| 1.  | Jim Zalesky     | Iowa                  |
| 2.  | Lou Montano     | California Poly-State |
| 3.  | Kevin Jackson   | Louisiana State       |
| 4.  | Matt Skove      | Oklahoma State        |
| 5.  | Chris Catalfo   | Syracuse              |
| 6.  | Fred Worthem    | Michigan State        |
| 7.  | Chris Mondragon | North Carolina State  |
| 8.  | Murray Crews    | Iowa State            |

#### 167 lb
| Lp. | Zawodnik         | Szkoła           |
| --- | ---------------- | ---------------- |
| 1.  | Mike Sheets      | Oklahoma State   |
| 2.  | John Reich       | Navy             |
| 3.  | Jan Michaels     | North Carolina   |
| 4.  | Ray Oliver       | Nebraska–Lincoln |
| 5.  | Sylvester Carver | Fresno State     |
| 6.  | Jim Trudeau      | Minnesota        |
| 7.  | Pete Capone      | Hofstra          |
| 8.  | Mike Jones       | Illinois State   |

#### 177 lb
| Lp. | Zawodnik            | Szkoła          |
| --- | ------------------- | --------------- |
| 1.  | Mark Schultz        | Oklahoma        |
| 2.  | Duane Goldman       | Iowa            |
| 3.  | Ed Potokar          | Ohio State      |
| 4.  | Clarence Richardson | Louisiana State |
| 5.  | Eli Blazeff         | Michigan State  |
| 6.  | Bob Harr            | Penn State      |
| 7.  | Wayne Catan         | Tennessee       |
| 8.  | Scott Mansur        | Portland State  |

#### 190 lb
| Lp. | Zawodnik        | Szkoła           |
| --- | --------------- | ---------------- |
| 1.  | Ed Banach       | Iowa             |
| 2.  | Mike Mann       | Iowa State       |
| 3.  | Bill Scherr     | Nebraska–Lincoln |
| 4.  | Jim Baumgardner | Oregon State     |
| 5.  | Tim Morrison    | Rider            |
| 6.  | Dan Chaid       | Oklahoma         |
| 7.  | Doug Perkins    | Stanford         |
| 8.  | Jeff Dillman    | Eastern Illinois |

#### UNL
| Lp. | Zawodnik      | Szkoła               |
| --- | ------------- | -------------------- |
| 1.  | Lou Banach    | Iowa                 |
| 2.  | Wayne Cole    | Iowa State           |
| 3.  | Mitch Shelton | Oklahoma State       |
| 4.  | Mark Rigatuso | Nebraska Omaha       |
| 5.  | John Kriebs   | Northern Iowa        |
| 6.  | Tab Thacker   | North Carolina State |
| 7.  | George Fears  | Navy                 |
| 8.  | Kahlan O’Hara | Nevada               |